# 菲施巴赫河 (林德河支流)
47°32′13.93″N 10°53′23.73″E / 47.5372028°N 10.8899250°E

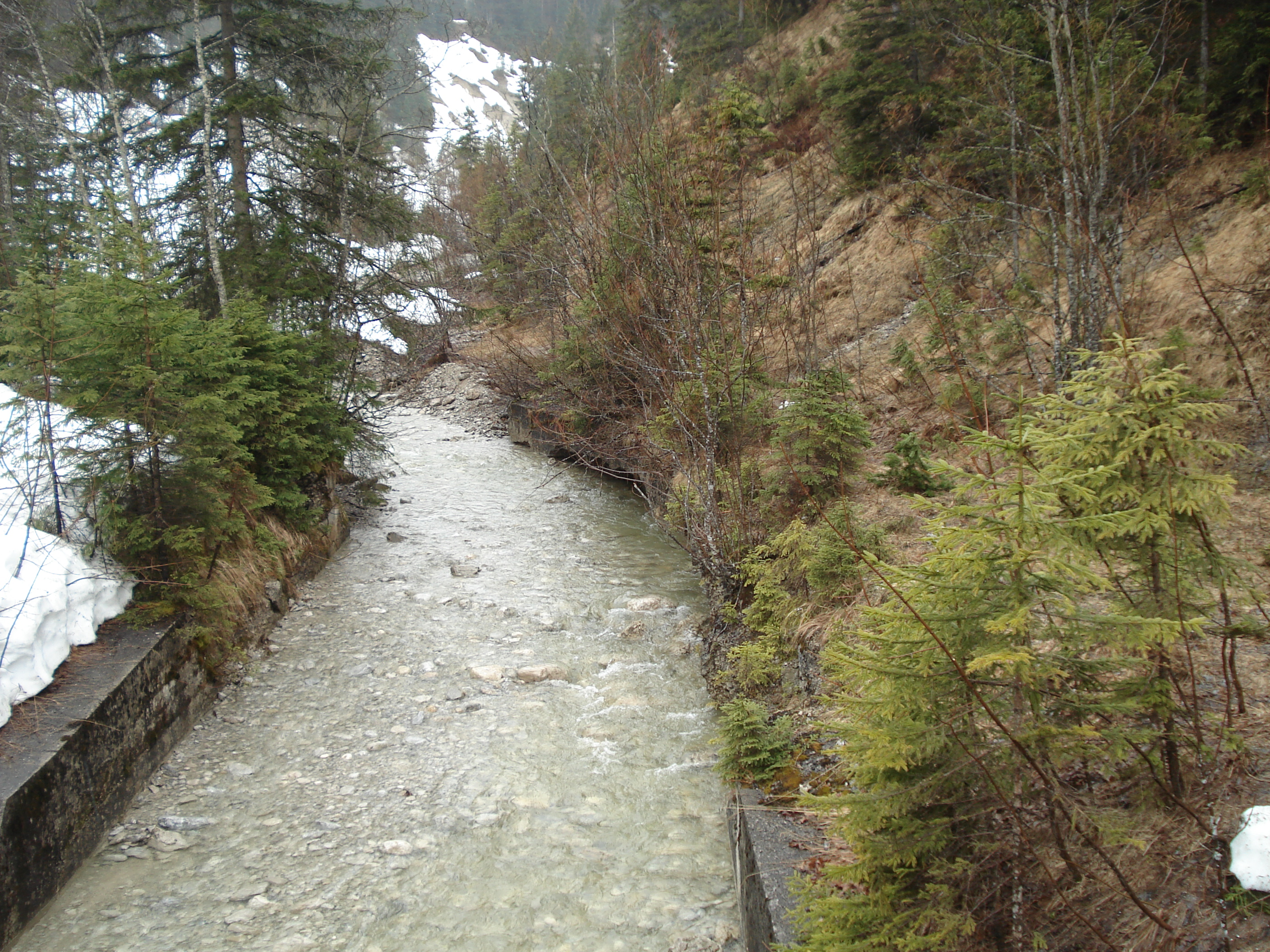

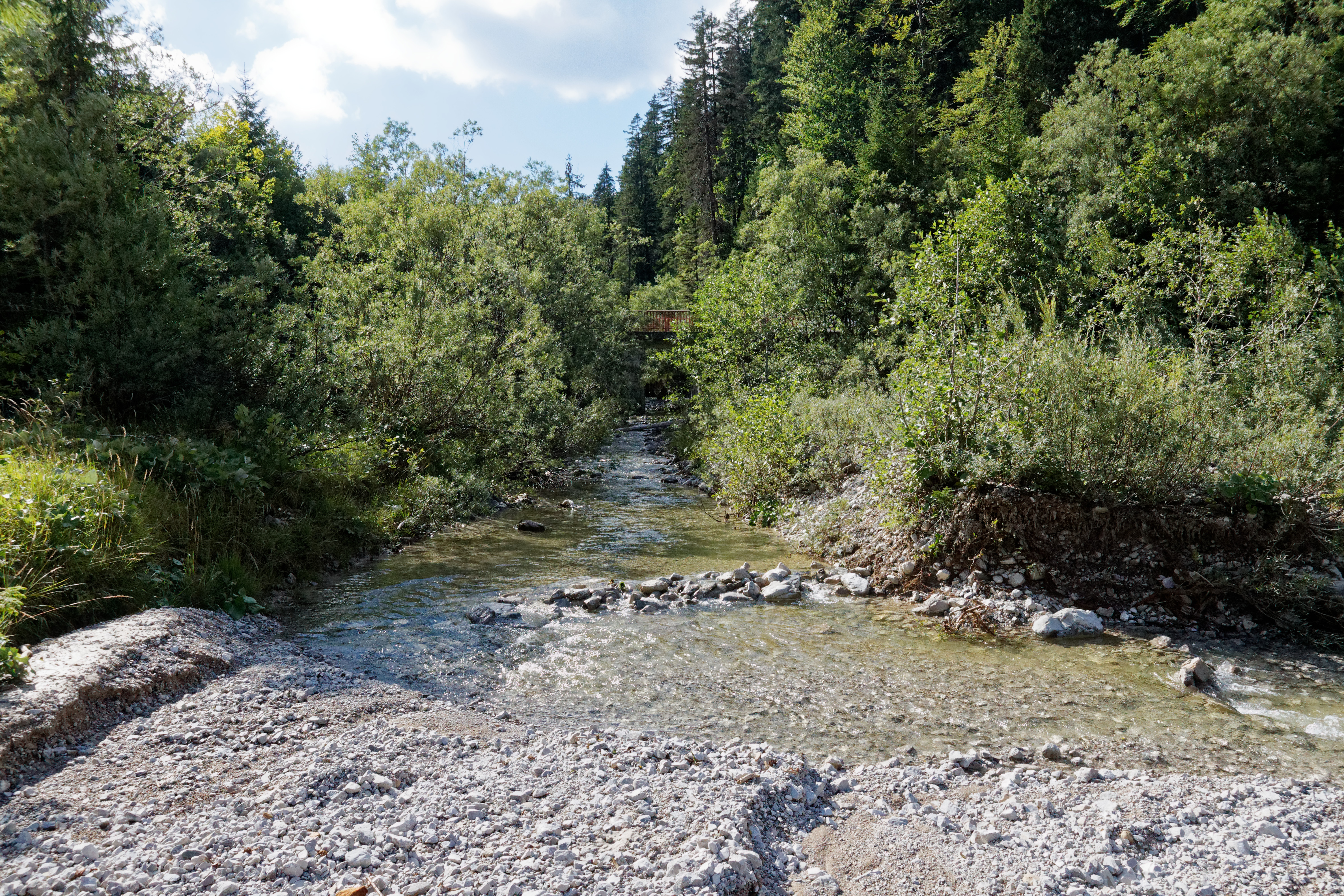

菲施巴赫河是德國的河流，位於該國東南部，由巴伐利亞負責管轄，該河屬於林德河的左支流，流經阿默高山脈，河道全長3.1公里。